# 普鲁西
普鲁西（法語：Proussy，法語發音：[pʁusi] ⓘ）是法国卡尔瓦多斯省的一个旧市镇，属于维尔区。2016年，普鲁西与临近的4个市镇合并为新市镇诺曼底地区孔代。

## 地理
普鲁西（48°52'54"N, 0°32'15"W）面积12.64 平方千米，位于法国诺曼底大区卡爾瓦多斯省，该省份为法国西北部沿海省份，北濒大西洋英吉利海峡，东北与滨海塞纳省以海上边界相接，东临厄尔省，南至奧恩省，西与芒什省接壤。
与普鲁西接壤的市镇（或旧市镇、城区）包括：克莱西、努瓦罗河畔孔代、蓬泰库朗、圣但尼德梅雷、圣日耳曼迪克里尤、拉维莱特、诺曼底地区孔代、圣皮埃尔拉维埃耶。

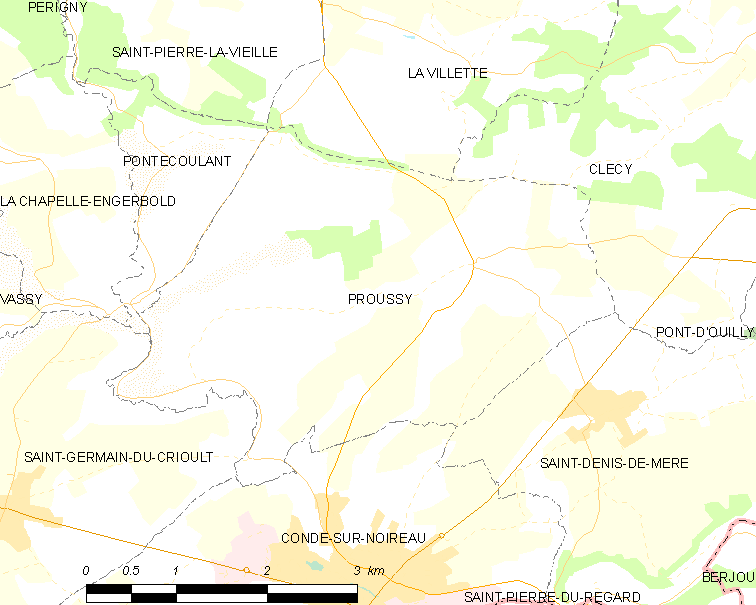
普鲁西的OSM定位图

普鲁西的时区为UTC+01:00、UTC+02:00（夏令时）。

## 行政
普鲁西的邮政编码为14110，INSEE市镇编码为14523。

## 政治
普鲁西所属的省级选区为诺曼底地区孔代县。

## 人口

1962-2008年间普鲁西人口变化图示

普鲁西于2018年1月1日时的人口数量为392人。